# Технология (группа)
«Технология» — советская и российская синти-поп-группа из Москвы. Пик популярности группы пришёлся на 1991—1993 гг. В различных составах существует с 1990 года до нынешнего времени. Для создания музыки группа использует электронные музыкальные инструменты — синтезаторы, семплеры и современные компьютерные технологии.

## История
Группа «Технология» была основана в Москве в 1990 году участниками группы «Биоконструктор» Леонидом Величковским, Андреем Кохаевым и Романом Рябцевым. В качестве вокалиста (и эпизодического текстового соавтора) в группу был приглашён Владимир Нечитайло, работавший до этого с группой «Биоконструктор» в качестве техника. В 1990 году группа занимается записью демонстрационного материала, снимает малобюджетные видеоклипы на четыре песни.
В 1991 году был записан дебютный альбом группы «Всё, что ты хочешь», он выходит в свет на аудиокассетах и виниле. Группа снимает видеоклипы на песни «Нажми на кнопку» и «Странные танцы». С апреля того же года группа начинает сотрудничать с известным продюсером Юрием Айзеншписом.
В 1991 году группа «Технология» с песней «Нажми на кнопку» приняла участие в финале телешоу «50X50» в Лужниках.
В 1992 году группа, после музыкального фестиваля в Таллине, выпускает альбом ремиксов «Мне не нужна информация» и приступает к записи своего нового полноформатного альбома «Рано или поздно». Осенью 1992 года группа «Технология» прекращает своё сотрудничество с Ю. Айзеншписом. Леонид Величковский уходит из концертного состава группы, на его место приходит Валерий Васько, также бывший участник группы «Биоконструктор». В 1993 году Роман Рябцев получает контракт с компанией Radio France Internationale и уезжает во Францию записывать сольный альбом, а в сентябре 1993 года объявляет об уходе из группы. Несколько месяцев спустя группу покидает и Андрей Кохаев.
В 1996 году группа появляется в обновленном составе: Владимир Нечитайло и Леонид Величковский записали альбом «Это война». Максим Величковский (клавишные), Виктор Бурко (клавишные, бэк-вокал) и Кирилл Михайлов (барабаны) аккомпанируют Владимиру Нечитайло во время концертов.
В 2003 году происходит воссоединение двух основных вокалистов группы, Романа Рябцева и Владимира Нечитайло. К группе присоединяются два молодых музыканта Роман Лямцев (синтезаторы, вокал), Алексей Савостин (синтезаторы, компьютер) — участники группы «Модуль». Одновременно с этим, звукозаписывающая компания «Джем» переиздает 4 официальных альбома музыкантов в новом оформлении, с бонус-треками и отремастерированным звучанием.
Весь 2004 год группа «Технология» провела на концертах. Совместно с гастрольной деятельностью ребята готовили новые материалы.
В апреле 2005 года в составе группы произошли некоторые изменения: Роман Лямцев покинул группу и решил сосредоточить свои усилия на группе «Модуль», которая подписала контракт с продюсером Сергеем Пименовым, бывшим участником группы «ППК». На место Романа Лямцева был приглашён новый музыкант — Матвей Юдов (babyMax), который до этого момента почти год работал с группой «Технология» в качестве звукорежиссёра и одновременно был музыкантом в составе группы «Модуль». В конце 2005 года в группу возвращается один из её основателей — барабанщик Андрей Кохаев.
Весной 2006 года Ялтинская киностудия выпустила трек на заглавную песню сборника «Дивный новый мир». Съёмки над видеоклипом проводили на территории Ялты.
В марте 2006 года группа выпускает сингл «Дайте огня» — c кавер-версией песни группы «Альянс». 17 июня 2006 года в СДК МАИ группа устраивает презентацию новой концертной программы «Невозможные связи» в преддверии выпуска нового альбома. Группа «Технология» выступала совместно с Camouflage во время их гастролей в России в декабре 2006 года.
4 апреля 2007 года состоялась премьера фильма «Одна любовь на миллион», для съёмок в котором группа собралась в своём первоначальном составе и вышла на сцену, чтобы сняться в роли самих себя образца 1993 года. В апреле 2009 года группа выпускает сингл «Дивный новый мир», а также его англоязычную версию «Brave New World», записанную совместно с вокалистом шведской группы Elegant Machinery Робертом Энфорсеном. 22 мая 2009 года в петербургском клубе «Орландина» состоялась презентация нового альбома группы, который получил название «Носитель идей». В августе 2009 года группа ограниченным тиражом выпускает EP «Латекс» — пластинку, в которую вошли несколько оригинальных версий (среди них джазовый вариант в исполнении Р. Рябцева) заглавной песни, оригинал которой вышел на альбоме «Носитель идей», пара инструментальных композиций и две не издававшиеся ранее песни.

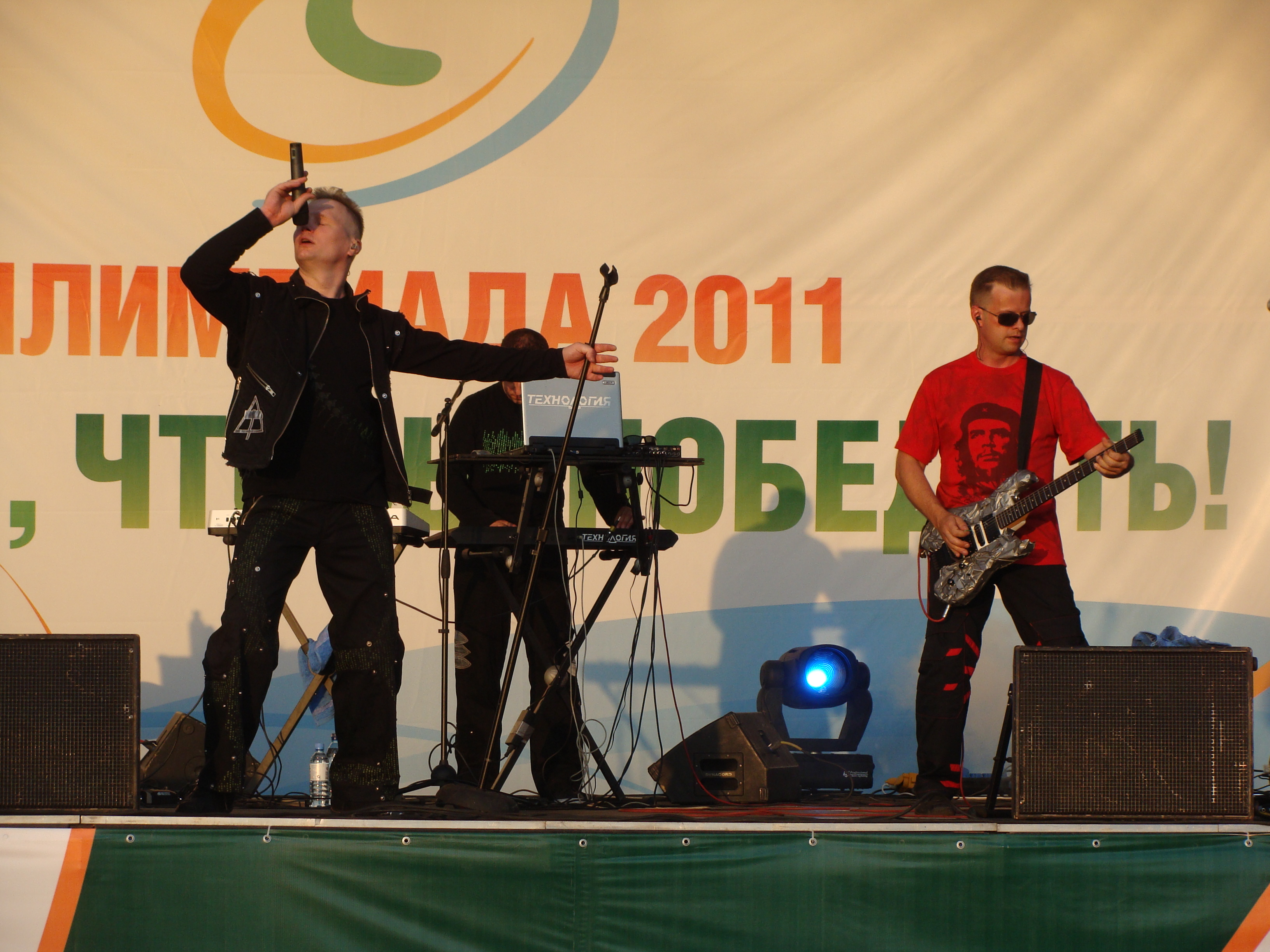
Выступление на Олимпиаде Коряжма 2011

В 2010 году «Технология» продолжила выступать в России, принимая участие на рок-фестивале «Пурга» в Новокузнецке, выступая на разогреве перед концертом проекта Recoil в Екатеринбурге. В том же году участники коллектива принимали участие в съёмках художественного фильма «Сдаётся недорого», сыграв в одном из 7 эпизодов секретных агентов. Специально для фильма была написана песня «В интересах следствия», концертное исполнение которой в клубе «Постоянное место жительства» вошло в картину.
В 2010—2011 годах группа участвовала в проектах канала НТВ — «Суперстар», посвященном Ю. Айзеншпису, и «Музыкальный ринг НТВ». В феврале 2011 года клавишник и аранжировщик Алексей Савостин и ударник Андрей Кохаев — участник первоначального состава — покинули группу. А. Савостин сосредоточился на своих проектах «Модуль» и Unisex, в которых является клавишником и одним из авторов песен. В июне 2011 года группа «Технология» выпустила новый диск, посвящённый 50-летию полёта человека в космос, «Начальник Вселенной».
В начале декабря 2017 года Роман Рябцев в интервью для «МузТВ» заявил, что доработает в группе «Технология» до конца года, после чего покинет её, чтобы посвятить себя сольному проекту.
В 2018 году группа выступала в обновлённом составе во многих городах России.
2019 год продолжался выступлениями в городах России и в Германии, 11 апреля состоялась премьера сингла «Человек, которого нет».
В 2019 году вышел сингл — «Человек, которого нет».
В том же  2019 году вышел сингл «Банкрот».
В 2020 году появился на свет сингл «Блики неона».

## Стиль и образ
Образ и звучание группы в начале 1990-х годов: «кожаные куртки, причёски, монохромная синтетика, бесстрастно-романтический голос» («Афиша») — давали повод для сравнения «Технологии» с британским коллективом Depeche Mode, который пользовался большой популярностью на территории СССР. Однако, по словам Величковского, их похожесть была обусловлена законами стиля, и сами музыканты не копировали Depeche Mode.

## Участники
Сегодняшний состав:
- Владимир Нечитайло — основной вокал (1990—1997, с 2003)
- Матвей Юдов — клавишные, бэк-вокал (с 2005)
- Стас Веселов — барабаны (участник концертного состава с 2012)
- Василий Мирничук-Ковалев — гитара, бэк-вокал (с 2018)

Бывшие участники:
- Леонид Величковский — клавишные, музыка, тексты, участник первого состава в 1990—1997 годах
- Роман Рябцев — лидер-гитара, основной вокал, музыка, тексты, клавишные, участник группы в 1990-1993 и 2003-2017
- Андрей Кохаев  — барабаны , перкуссия , клавишные, участник группы в 1990—1993 и 2005—2011
- Алексей Савостин — клавишные, компьютер, участник группы в 2003—2011
- Роман Лямцев — синтезаторы, вокал, участник группы в 2003—2005, 15.09.2019 принял участие в концерте "Технологии" в качестве клавишника.
- Валерий Васько — клавишные, участник концертного состава группы в 1992—1993
- Максим Величковский — клавишные, участник концертного состава группы времен альбома «Это война», умер 5 июня 2023 года
- Виктор Бурко — клавишные, гитара, вокал, участник концертного состава группы времен альбома «Это война»
- Кирилл Михайлов — барабаны, клавишные, участник концертного состава группы времен альбома «Это война»

Временная шкала:

## Дискография

##### Студийные альбомы
- 1991 — Всё, что ты хочешь (LP; MC 1994, 1995; CD, MC 2003)
- 1993 — Рано или поздно (LP, MC; CD 1995[4], 1997[4], 2000[4], 2003)
- 1996 — Это война (MC; CD 2003)
- 2009 — Носитель идей (СD)

##### Сборники
- 1992 — Мне не нужна информация (MC; CD, MC 2003)
- 1994 — Нажми на кнопку (CD)
- 1997 — Ремиксы (MC; CD 1998)
- 2001 — Лучшие песни (CD, MC)
- 2004 — Легендарные песни (CD, MC)

##### Синглы
- 2006 — Дайте огня (макси-сингл), CD
- 2007 — Камни. Remix edition (CD)
- 2009 — Дивный новый мир (сингл, CD)
- 2009 — Brave New World (feat. Elegant Machinery) (сингл, CD)
- 2009 — Латекс E.P. (СD, фан-издание)
- 2011 — Начальник Вселенной (сингл, CD)
- 2019 — Человек, которого нет (сингл, вышел 12 апреля 2019)
- 2019 — Банкрот (сингл, вышел 13 сентября 2019)
- 2020 — Блики неона (сингл, вышел 14 декабря 2020)
- 2024 — Ты со Мной (feat. Alexandrie) (сингл, CD)

### Каверы
- Саморазрушение («Уставшее сердце» ремикс)
- У группы Otto Dix есть кавер-версия на песню «Ветер»
- Мне не нужна информация, Дискотеки («Ночной Проспект»)
- Дайте огня («Альянс»)
- Следи за собой («Кино»)
- Иванов («Аквариум»)
- Сестра («Аквариум»)
- Банкрот (кавер на проект «#Хайп»)
- Нажми на кнопку («Черниковская хата»)
- Странные танцы («К11» ремикс)
- Камни («Hard Box» кавер-версия)

## Клипография
- 1990 «Нажми на кнопку»
- 1990 «Странные танцы»
- 1990 «Шутник»
- 1990 «Холодный след»
- 1991 «Песни ни о чём»
- 1993 «В память о тебе»
- 1993 «Ядерный джаз»
- 1996 «Это война»
- 1996 «Королева дорог»
- 1996 «Экран (Ненужный тормоз)»
- 2009 «Дивный новый мир»